# 17965 Brodersen
17965 Brodersen è un asteroide della fascia principale. Scoperto nel 1999, presenta un'orbita caratterizzata da un semiasse maggiore pari a 2,6081561 UA e da un'eccentricità di 0,1264481, inclinata di 3,20739° rispetto all'eclittica.